# Sint-Franciscus van Assisikerk (Aleppo)

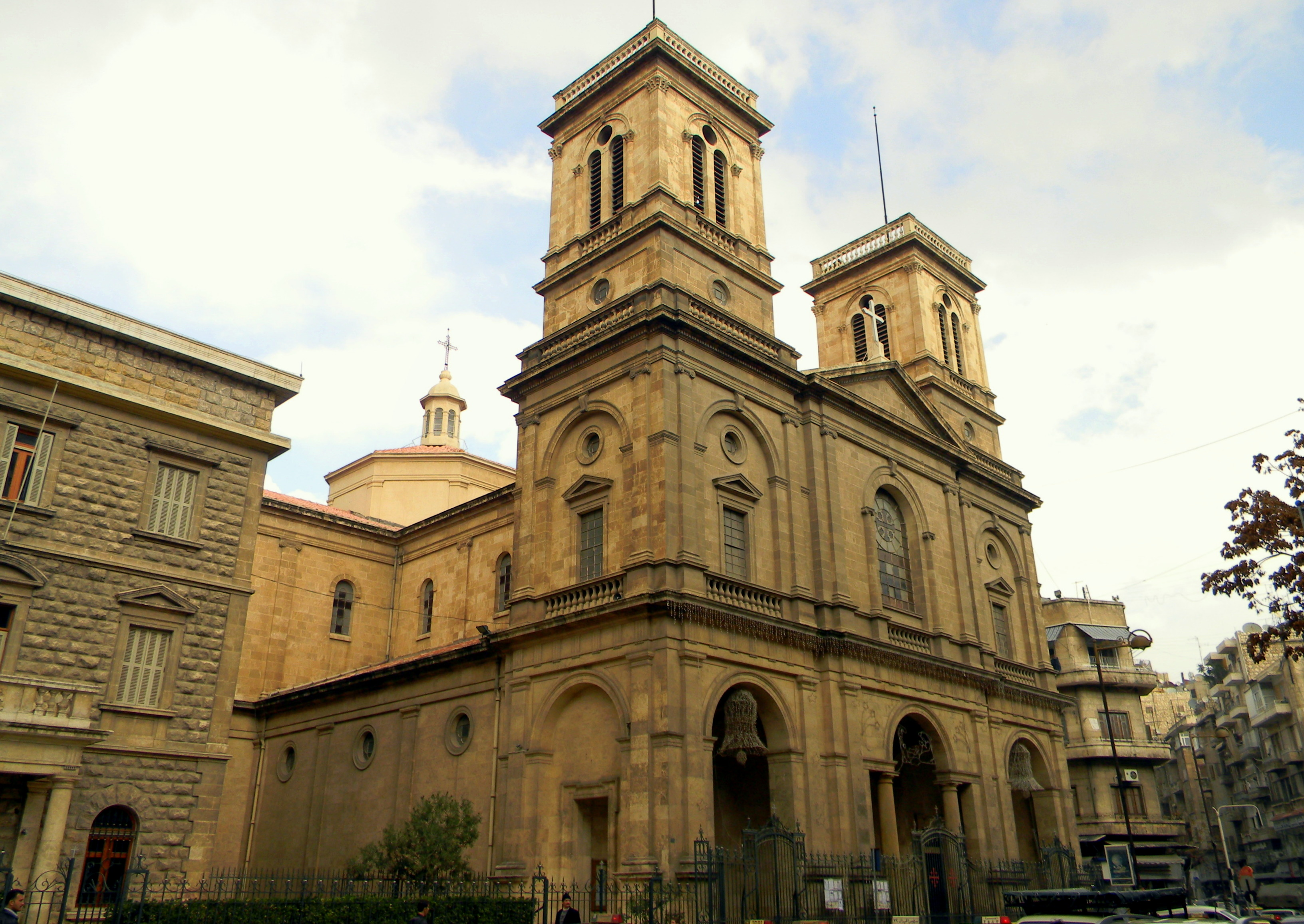
Sint-Franciscus van Assisikerk, voor de Slag om Aleppo

De Sint-Franciscus van Assisikerk (1937) is de franciscanerkerk van Aleppo in Syrië. Zij is toegewijd aan Franciscus van Assisi.
Van 1937 tot 2011 was zij de Sint-Franciscuskathedraal van het apostolisch vicariaat Syrië in de rooms-katholieke kerk. Vanaf 2011 heeft de Kindsheid Jesukerk van Aleppo de functie van kathedraal overgenomen. De voormalige kathedraal is thans een parochiekerk.
De Sint-Franciscus van Assisikerk bevindt zich naast het Franciscanerklooster. De kerk dateert van 1937 toen Syrië een mandaatgebied van Frankrijk was. De stijl is neorenaissance. Sinds het uitbreken van de burgeroorlog in 2011 emigreerde twee derde van de 4-miljoen tellende bevolking. De hardste periode was tijdens de Slag om Aleppo (2012-2016). De franciscanen, zoals de andere burgers die in Aleppo gebleven waren, hebben toen honger geleden. De parochie kent nog maar weinig gelovigen door de emigratie en het gebouw zelf is zwaar gehavend.